# Golfo di Kutch
Il golfo di Kutch è un'insenatura del mar Arabico lungo la costa occidentale dell'India, nello stato del Gujarat.
È lungo circa 160 km, e divide la regione del Kutch e il Kathiawar, regione peninsulare del Gujarat. Il fiume Rukmavati sfocia nel mar arabico.